# Зыкина, Олеся Николаевна
Оле́ся Никола́евна Зы́кина (род. 7 октября 1980 года в Калуге) — российская легкоатлетка, двукратная чемпионка мира (2004, 2005), четырёхкратная чемпионка мира в помещении (2001, 2003, 2008), чемпионка Европы 2002 года, призёр Олимпийских игр (2000, 2004).

## Биография
Тренировалась под руководством Сергея Сергеевича Реутова.
Выступала в беговых дисциплинах на 200, 300 и 400 м. Представляла клуб «Динамо» (Тула). Её основной дисциплиной является бег на 400 м. В 2001 году в составе легкоатлетической сборной России, стала чемпионкой мира в забеге на 400 метров, в следующем году выиграла золото на чемпионате Европы. В 2003 году стала двукратной чемпионкой мира, а в 2008 году выиграла ещё 2 чемпионских титула.
На Олимпийских играх в Афинах в составе эстафетной команды России в забеге 4×400 м выиграла серебряную награду. Однако спустя 6 лет, 16 марта 2010 года, совет Международной ассоциация легкоатлетических федераций (ИААФ) в Дохе анонсировал дисквалификацию американской эстафетной команды, поскольку член американской эстафетной команды Кристал Кокс призналась в употреблении допинга в 2001—2004 гг. (МОК в 2012 году лишил Кокс золотой медали в той эстафете). Встал вопрос о лишении золотых наград в той эстафете всей американской команды и перераспределении медалей со вручением золота сборной России, однако ИААФ, от которой это зависело, такого решения не приняла.

## Награды и звания
- Заслуженный мастер спорта России
- Медаль ордена «За заслуги перед Отечеством» I степени (4 ноября 2005) — за большой вклад в развитие физической культуры и спорта, высокие спортивные достижения на Играх XXVIII Олимпиады 2004 года в Афинах[7]
- Медаль ордена «За заслуги перед Отечеством» II степени (4 октября 2001) — за заслуги в развитии физической культуры и спорта, большой вклад в укрепление дружбы и сотрудничества между народами[8]